# Strömparterren

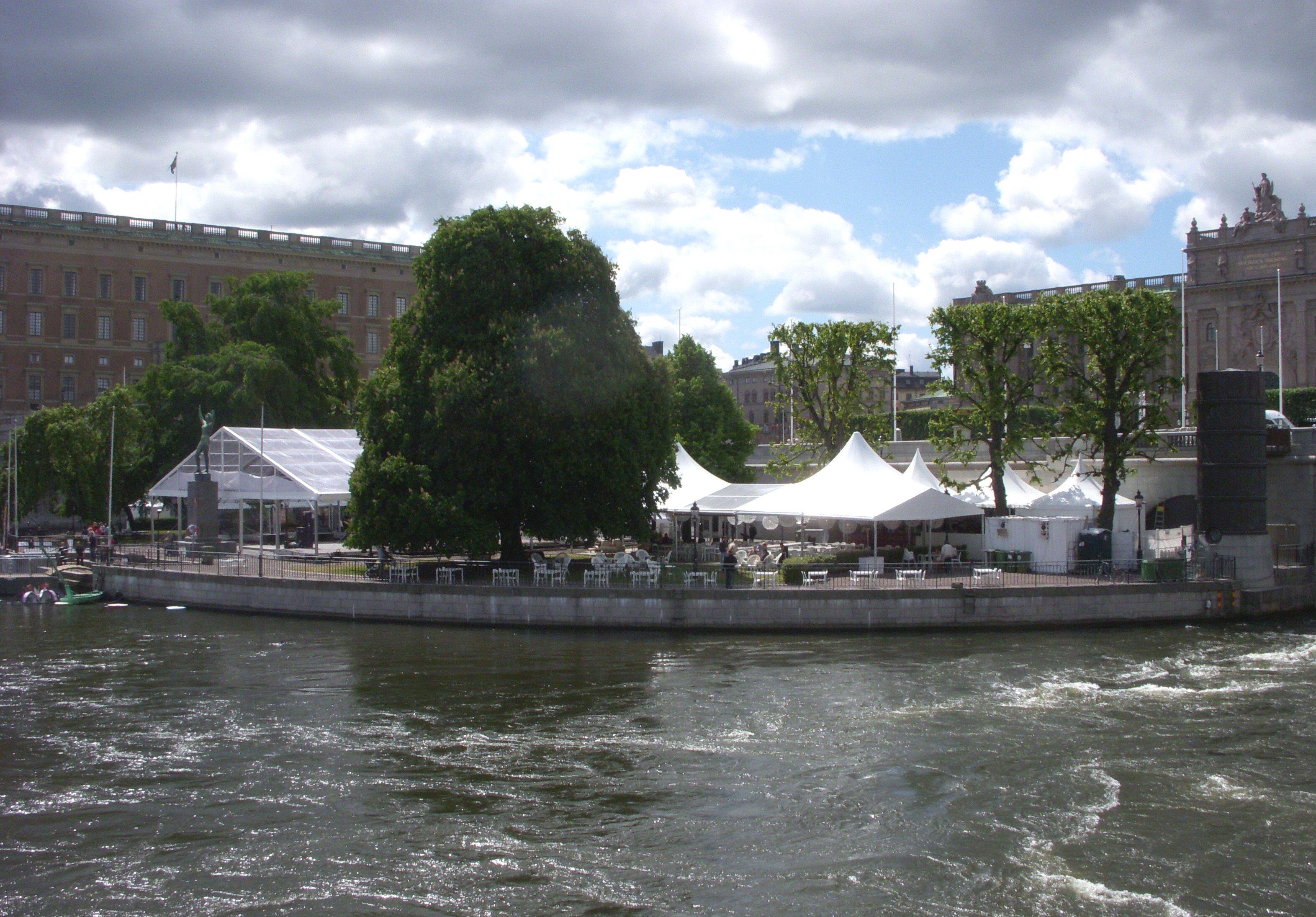
Strömparterren en junio de 2010 durante el festival Love Stockholm 2010

Strömparterren es un parque ubicado en Helgeandsholmen en el centro de Estocolmo (Suecia). El parque se construyó en 1830.
En el extremo más alejado del parque se encuentra la escultura Solsångaren de Carl Milles, erigida en 1926 en memoria de Esaias Tegnér. La estatua representa el poema Sång till solen (Canción al sol) de Tegnér. En Strömparterren se encuentra otra escultura, Dimman, una figura femenina en bronce de Gusten Lindberg, erigida en 1910. Desde Strömparterren también se puede llegar al Medeltidsmuseet, un museo cercano dedicado al Estocolmo medieval.